# Limenitis bankana
Limenitis bankana är en fjärilsart som beskrevs av Hans Fruhstorfer 1913. Limenitis bankana ingår i släktet Limenitis och familjen praktfjärilar. Inga underarter finns listade i Catalogue of Life.